# Rectocele
Een rectocele of rectocoele is aandoening waarbij een de voorwand van het rectum uitstulpt naar de achterwand van de vagina van een vrouw. Oorzaak is een scheur in het rectovaginaal septum en een verzwakking van de bekkenbodem, meestal veroorzaakt door een bevalling of hysterectomie. In uitzonderlijke gevallen kan een rectocele leiden tot een externe rectumprolaps, het uitstulpen van het rectum via de vagina.